# Jadranska listina
Jadranska listina je dokument o partnerstvu, ki so ga v okviru reform, nujnih za članstvo v zvezi NATO in Evropski uniji (ob podpori ZDA), leta 2003 podpisale Albanija, Hrvaška in Makedonija.
Listina, katere glavni cilj je enotno in usklajeno pridruževanje Natu, ne predvideva skupnega vstopa v Zvezo, temveč le opredeljuje sodelovanje držav podpisnic pri izvedbi političnih in gospodarskih reform za povečevanje stabilnosti ter varnosti v regiji.

## Članice
- Albanija (od 2003, članica Nata od 2009)
- Hrvaška (od 2003, članica Nata od 2009 in Evropske unije od 2013)
- Makedonija (od 2003)
- Združene države Amerike (od 2003, soustanoviteljica Nata)
- Bosna in Hercegovina (od 2008)
- Črna Gora (od 2008)

### Opazovalke
- Srbija (od 2008)[2]
- Kosovo (od 2012; ne v celoti priznana država)[3]